# رابین اودگبه
رابین اودگبه (انگلیسی: Robin Udegbe؛ زادهٔ ۲۰ مارس ۱۹۹۱) بازیکن فوتبال اهل آلمان است.
از باشگاه‌هایی که در آن بازی کرده‌است می‌توان به باشگاه فوتبال فنلو، باشگاه فوتبال اوردینگن ۰۵، و باشگاه فوتبال روت‌وایس اسن اشاره کرد.